# Station Dorking Deepdene
Dorking Deepdene is een spoorwegstation van National Rail in Mole Valley in Engeland. Het station is eigendom van Network Rail en wordt beheerd door Great Western Railway. 